# 櫻本町車站
櫻本町站（日语：／ Sakura-hommachi eki */?）是位於愛知縣名古屋市南區櫻台，屬於名古屋市營地下鐵櫻通線的車站。車站編號為S15。

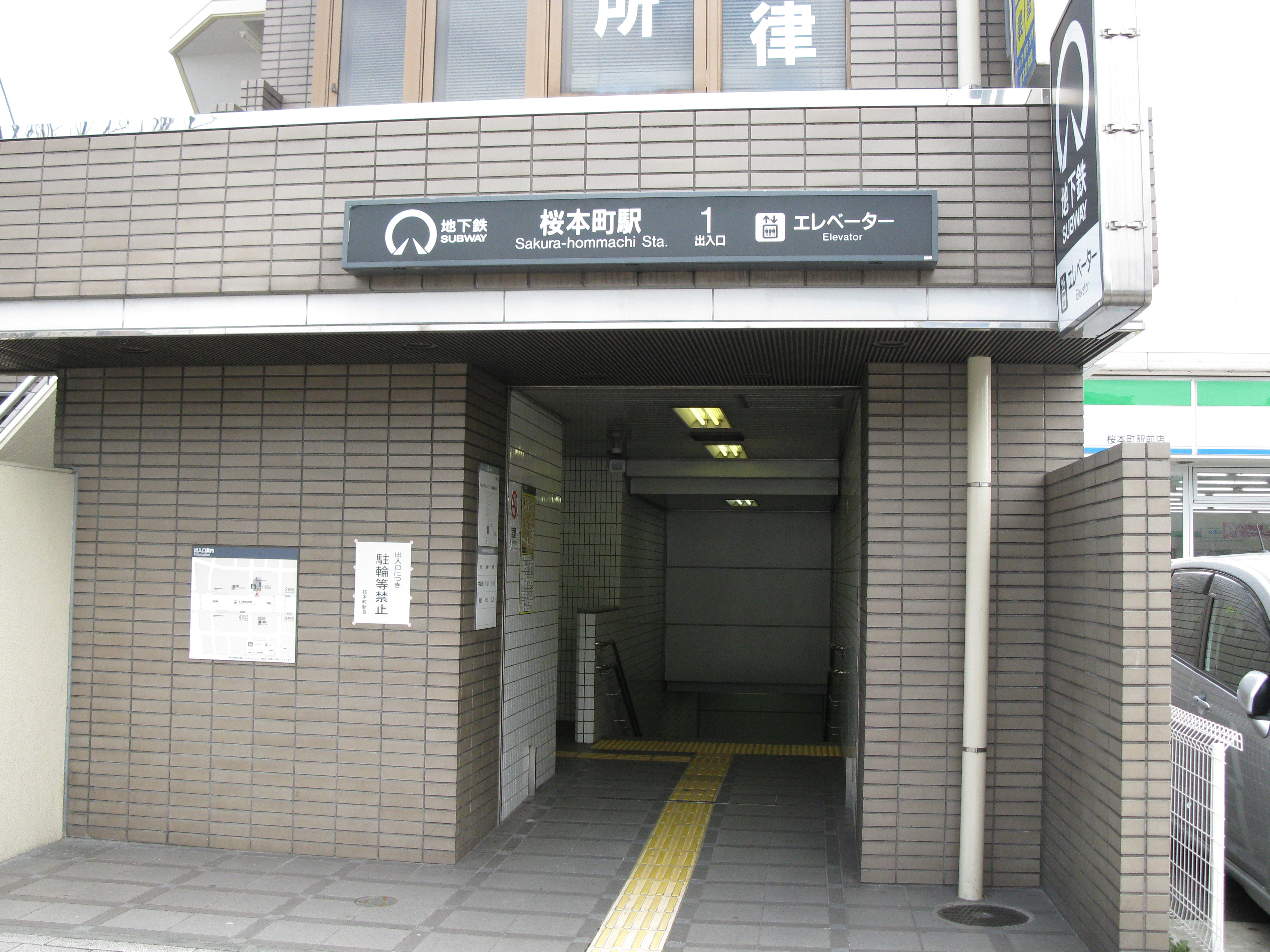
1號出入口（2010年3月）

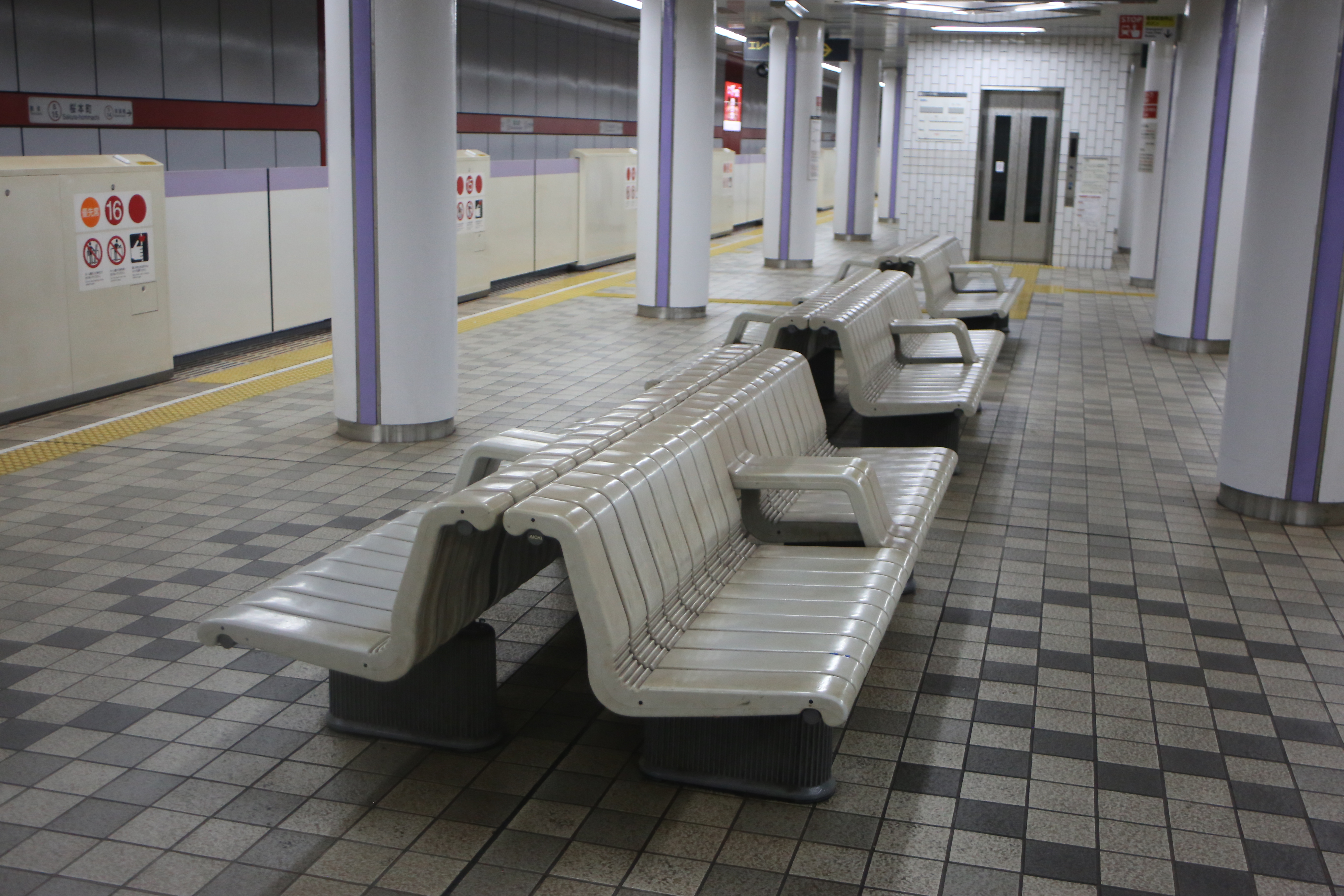
月台（2021年9月）

## 車站結構
本站為1面2線島式月台的地下車站。

### 月台配置
| 月台 | 路線   | 目的地                   |
| ---- | ------ | ------------------------ |
| 1    | 桜通線 | 德重方向                 |
| 2    | 桜通線 | 今池、名古屋、太閤通方向 |

## 相鄰車站
名古屋市營地下鐵
 櫻通線
新瑞橋（S14）－櫻本町（S15）－鶴里（S16）

## 外部連結
- 櫻本町 - 名古屋市交通局